# Nuestra Señora del Prado (Talavera de la Reina)
Advocación mariana, la Virgen del Prado es la patrona de Talavera de la Reina, cuya festividad se celebra el 8 de septiembre.

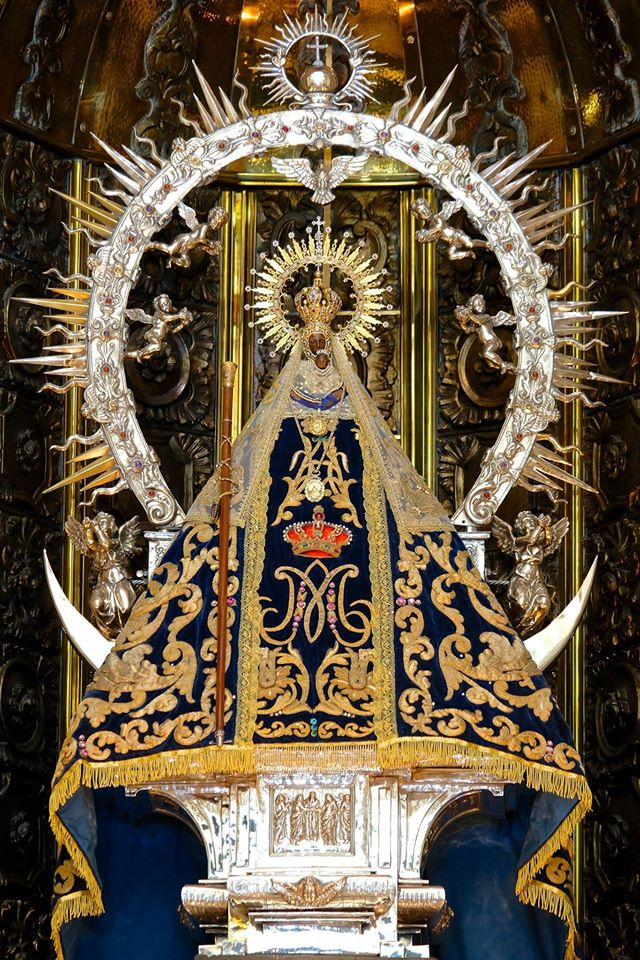
Virgen del Prado, patrona de Talavera de la Reina

## Origen de la imagen
No existe certeza de la fecha exacta del inicio de la veneración a esta advocación en la ciudad de Talavera de la Reina, aunque es una de las imágenes más antiguas de la archidiócesis de Toledo. La teoría y/o leyenda más extendida acerca del origen de la imagen asevera que fue un regalo a Talavera del rey Liuva en el siglo VII. Sin embargo hay quienes creen que es un regalo de San Ildefonso a Talavera como premio por los servicios prestados por esta ciudad en contra del arrianismo, que defendía que María era madre de Cristo hombre, pero no era madre de Dios. El arcipreste Juliano afirma que la Virgen del Prado "era muy estimada de San Ildefonso"[cita requerida] y Pedro de Villarroel, escribano de la ciudad, repite la devoción que San Ildefonso, arzobispo que fue de Toledo tenía a la Virgen del Prado, y que vino a visitarla varias veces a Talavera de la Reina.[cita requerida]

## La imagen
La imagen de la Virgen es una talla en madera; mide veinticinco centímetros. Se muestra vestida con manto.
Se trata de una escultura de estilo bizantino del siglo décimo.
En cuanto a su iconografía, se observa a María con túnica, en su pierna izquierda se encuentra el niño sentado y vestido. En 1943, Ruiz de Luna restaura la imagen haciendo el rostro de la Virgen y el Niño que hoy vemos, ya que los rostros de la imagen estaban muy deteriorados.

## Culto

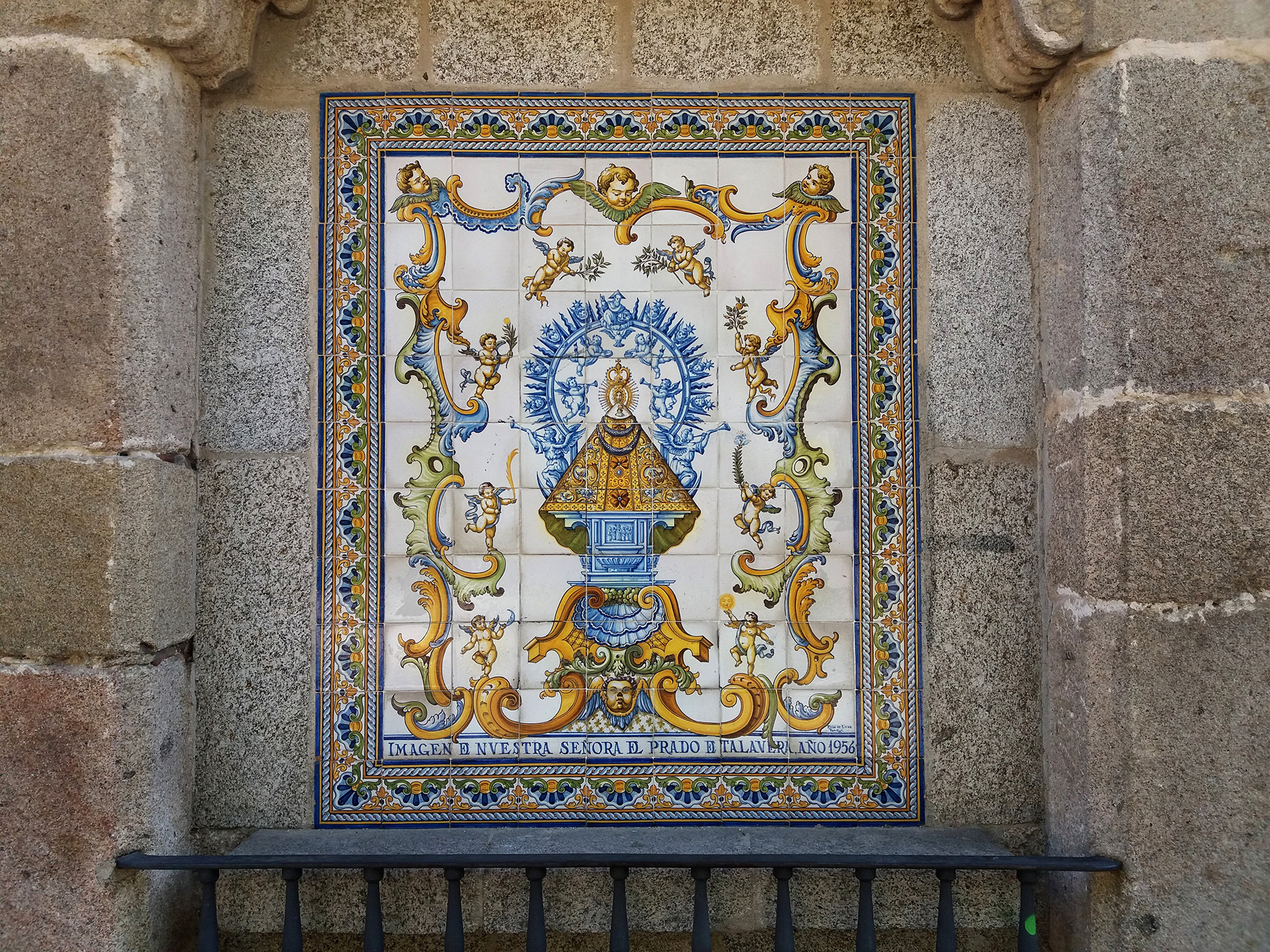
Virgen del Prado en cerámica por Ruiz de Luna

La festividad de Nuestra Señora del Prado es el día 8 de septiembre, vinculada a un hecho histórico transformado en el culto principal a nuestra señora: la cristianización de las "Mondas", antiguo rito en honor de la diosa Ceres. Las Mondas, tanto en su época pagana como en su época cristiana, fueron siempre fiestas con un cierto carácter oficial, abiertas no solo a los hijos de Talavera sino a toda la comarca. Su misma descripción remite a un origen antiquísimo y noble. Todo este ritual se ha mantenido sustancialmente. Las fiestas se cristianizaron —iniciándose el culto a nuestra Señora del Prado— probablemente en la época tardorromana o de transición a la visigótica, siglos IV- V (Colomina Torner).
Tradicionalmente los niños nacidos en Talavera y son pasados bajo el manto de la imagen para encomendarlos a su protección (8 de septiembre y 31 de diciembre). También se celebran los mayos y la novena a la Virgen del Prado.

## Templo y coronación canónica

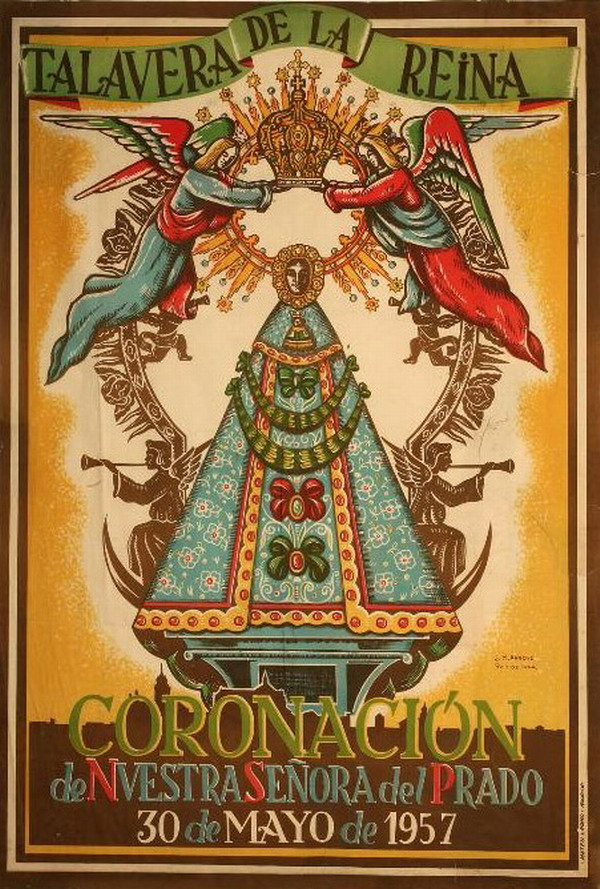
Cartel de la coronación

Felipe II denominó a la, antaño, ermita de la Virgen del Prado "Reina de las Ermitas". El Cardenal Quiroga (1577-1594) la llamó "Madre de las Ermitas". Tenemos noticias de las diversas restauraciones realizadas, la primera en 1210, la última en 1979. Pío XII concede la Bula de la Coronación Canónica el 15 de julio de 1956 y se lleva a efecto, con filial entusiasmo, el 30 de mayo de 1957. En la ceremonia participó Carmen Polo, esposa del dictador Francisco Franco. El 14 de febrero de 1989 se firmaba en Roma, junto a San Pedro, una Bula Pontificia por la que se elevaba la ermita a la dignidad de Basílica Menor por decisión de Su Santidad el papa Juan Pablo II y se consagraba como tal el día 5 de noviembre del mismo año.